# Erica Hahn
Erica Hahn est un personnage de fiction de la série Grey's Anatomy. Brooke Smith interprète ce personnage.

## Histoire du personnage
Le personnage d'Erica Hahn apparaît dans 25 épisodes de l'univers de Grey's Anatomy, chacune de ses apparitions se faisant dans la série mère.
Erica Hahn est une brillante chirurgienne cardio-thoracique très exigeante avec les autres et avec elle-même. Elle arrive au Seattle Grace Hospital après le départ du Dr Preston Burke.  
À la suite de l'affaire Denny Duquette, Erica Hahn quitte le Seattle Grace Hospital.
Au niveau professionnel, le Dr Cristina Yang, résidente en chirurgie, souhaite travailler avec le Dr Hahn car son domaine est la cardiologie. Malheureusement, cette dernière ne l'accepte pas souvent dans son bloc et refuse de lui enseigner son savoir. Le Dr Richard Webber imposera à Erica de le faire si elle veut rester médecin dans au Seattle Grace Hospital. Elle s'exécutera à contrecœur. 
Elle devient alors amie avec le Dr Callie Torres, toutes deux finiront par entamer une relation amoureuse. C'est leur première relation homosexuelle jusque maintenant. Elles découvrent ensemble ce « nouveau monde ». Callie Tores n'est pas sûre d'apprécier ce type de relation et finit par recoucher avec son ami, le Dr Mark Sloan. Elles se donneront une seconde chance qui ne marchera finalement pas.  